# Riesenrad
Riesenrad (tysk: "kæmpe hjul") er et pariserhjul ved indgangen af "Wurstelprater" (forlystelsesdelen af Prater) i Wien i Østrig. Det var et af de tidligste pariserhjul og i 1897 bygget for at fejre kejser Franz Joseph 1. af Østrig-Ungarns 50 år som regent. Designeren var englænderen Walter Bassett. Det forklarer, hvorfor hjulets diameter er et rundt tal i det britisk-amerikanske målesystem – 200 fod (ca. 61 meter). Riesenrad er nu en af Wiens mest populære turistattraktioner, og for mange symboliserer det byen.
Oprindeligt havde hjulet 30 gondoler, men blev alvorligt skadet under 2. verdenskrig, og da det blev genopbygget, blev kun 15 gondoler erstattet.
I populærkulturen var hjulet med i Den Tredje Mand, som er en efterkrigs film noir. Det var også med i James Bond-filmen The Living Daylights fra 1987.